# Lançon-Provence
Lançon-Provence é uma comuna francesa na região administrativa da Provença-Alpes-Costa Azul, no departamento de Bouches-du-Rhône. Estende-se por uma área de 68,92 km². Em 2010 a comuna tinha 9 066 habitantes (densidade: 131,5 hab./km²).